# جانمارکو تونیاتسی
جانمارکو تونیاتسی (ایتالیایی: Gianmarco Tognazzi؛ زادهٔ ۱۱ اکتبر ۱۹۶۷) بازیگر اهل ایتالیا است.
از فیلم‌ها یا برنامه‌های تلویزیونی که وی در آن نقش داشته‌است، می‌توان به نیک و شر، فارغ التحصیلان، تقدیم به رم با عشق، اولترا، واحد ضد مافیا، فقیر ولی ثروتمند، تعطیلات در آمریکا، هیچ‌کجا مثل خانه نیست، یک داستان ساده، اجساد ممتاز و قطعات نمایشی کوتاه اشاره کرد.